# Parlamentswahl in der Mongolei 2024
Die Parlamentswahl in der Mongolei 2024 fand am 28. Juni statt. Gewählt wurden alle 126 Abgeordneten des Großen Staats-Churals der Mongolei. Sie war die neunte demokratische Parlamentswahl seit 1990.
Bei der Wahl gewann die regierende Mongolische Volkspartei erneut die absolute Mehrheit, die oppositionelle Demokratische Partei aus dem Mitte-rechts-Lager konnte ihre Stellung aber deutlich ausbauen. Prozentual gewann die MVP zwar im Vergleich zu 2020 hinzu, aufgrund des neuen Wahlsystems verlor sie allerdings ihre Vormachtstellung im Parlament.

## Wahlrecht
Im Vorfeld der Wahl wurde das Parlament, der Große Staats-Chural, von 76 auf 126 Sitze vergrößert. Davon wurden 48 Sitze über eine Parteienliste vergeben und 78 Sitze über eine Direktwahl.

## Ergebnis
Circa 2,2 Millionen Menschen haben sich für die Wahl registriert und 1,4 Millionen Menschen die Stimme abgegeben. Die Wahlbeteiligung lag somit bei 69,4 % und der Frauenanteil im gewählten Parlament bei 25,4 %.
| Listen                                                  | Listenstimmen | Listenstimmen | Listenstimmen | Wahlkreisstimmen | Wahlkreisstimmen | Wahlkreisstimmen | Mandate Gesamt |
| Listen                                                  | Stimmen       | %             | Mandate       | Stimmen          | %                | Mandate          | Mandate Gesamt |
| ------------------------------------------------------- | ------------- | ------------- | ------------- | ---------------- | ---------------- | ---------------- | -------------- |
| Mongolische Volkspartei (Монгол Ардын нам)              | 509.482       | 35,0          | 18            | 3.619.950        | 38,6             | 50               | 68             |
| Demokratische Partei (Ардчилсан нам)                    | 438.506       | 30,1          | 16            | 3.135.988        | 33,5             | 26               | 42             |
| Khün nam (ХҮН нам)                                      | 151.111       | 10,4          | 6             | 636.648          | 6,8              | 2                | 8              |
| Ündesnii Evsel (Үндэсний эвсэл)                         | 75.196        | 5,2           | 4             | 291.166          | 3,1              | –                | 4              |
| Partei des Bürgerwillens (Иргэний зориг ногоон нам)     | 73.006        | 5,0           | 4             | 269.582          | 2,9              | –                | 4              |
| Neue Vereinigte Koalition (Шинэ нэгдсэн эвсэл)          | 69.682        | 4,8           | –             | 255.871          | 2,7              | –                | –              |
| Partei für Wahrheit und Recht (Үнэн ба Зөв нам)         | 40.783        | 2,8           | –             | 208.717          | 2,2              | –                | –              |
| Partei der Bürgerbewegung (Иргэний хөдөлгөөний нам)     | 20.443        | 1,4           | –             | 153.624          | 1,6              | –                | –              |
| Republikanische Partei (Бүгд найрамдах нам)             | 19.635        | 1,3           | –             | 116.561          | 1,2              | –                | –              |
| Bürgerbeteiligungsunion (Иргэдийн Оролцооны Нэгдэл Нам) | 13.733        | 0,9           | –             | 86.083           | 0,9              | –                | –              |
| Volksmachtpartei (Ард түмний хүч нам)                   | 10.614        | 0,7           | –             | 106.688          | 1,1              | –                | –              |
| Sonstige                                                | 32.997        | 2,3           | –             | 263.104          | 2,8              | –                | –              |
| Unabhängige                                             | 222.957       | 15,3          | –             | –                | –                | –                |                |
| Gesamt                                                  | 1.455.188     | 100           | 48            | 9.366.939        | 100              | 78               | 126            |
|                                                         |               |               |               |                  |                  |                  |                |
| Ungültige Stimmen                                       | 4.642         | 0,3           |               | –                | –                |                  |                |
| Wähler                                                  | 1.459.830     | 69,9          |               | –                | –                |                  |                |
| Wahlberechtigte                                         | 2.089.935     |               |               | –                |                  |                  |                |
|                                                         |               |               |               |                  |                  |                  |                |
| Quellen: Wahlkommission                                 |               |               |               |                  |                  |                  |                |